# Rudolph Kaplunger

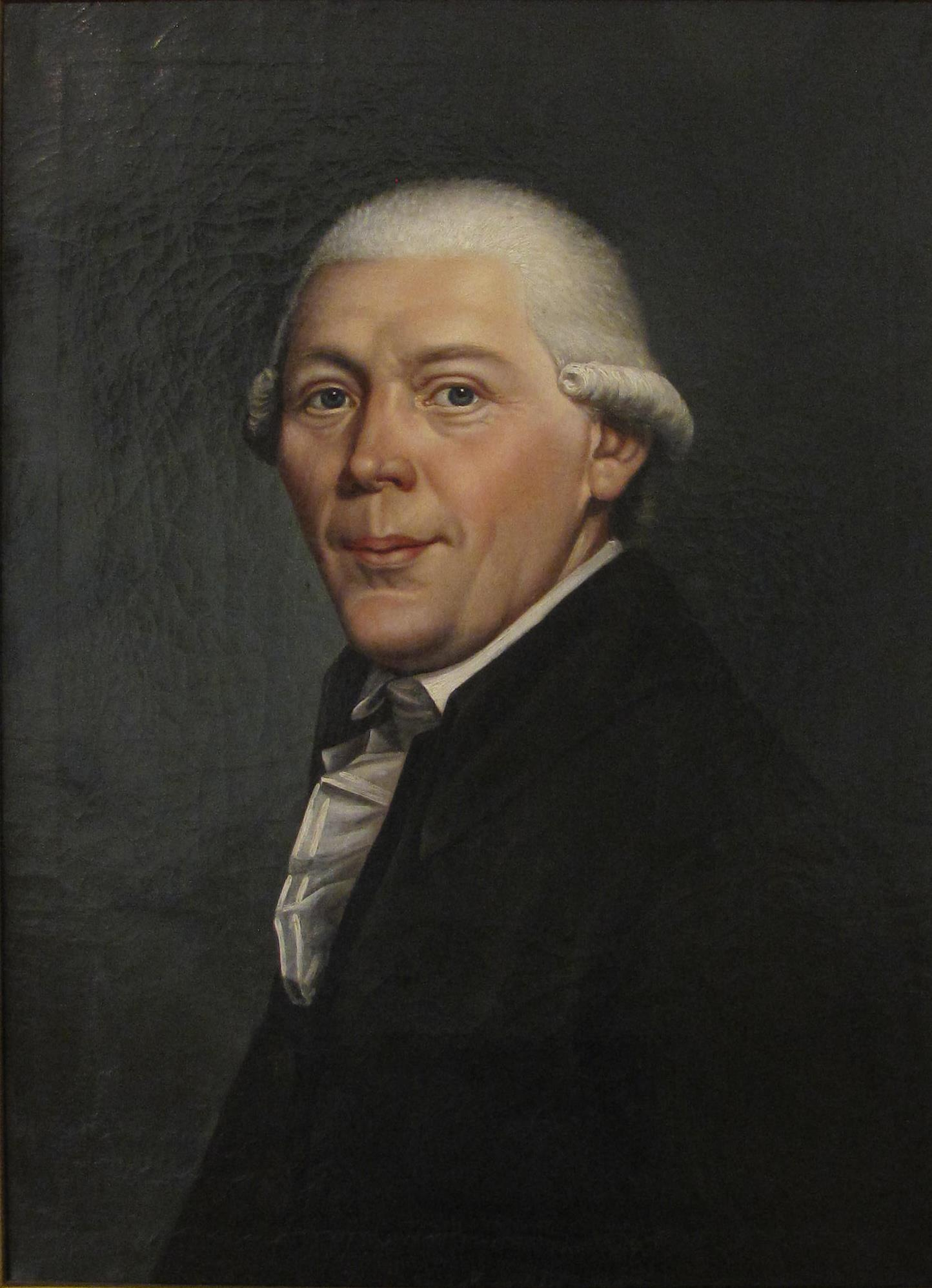
Rudolph Kaplunger, Porträt von Christoph Friedrich Reinhold Lisiewski (1790), Schloss Ludwigslust

Rudolph Kaplunger, auch Rudolf Kaplunger (* 2. April 1746 in Bechin (Böhmen); † 5. Dezember 1795 in Bützow) war ein deutscher Bildhauer Ende des 18. Jahrhunderts.

## Leben und Werk
Kaplunger erhielt seine bildhauerische Ausbildung beim Vater, bildete sich weiter u. a. in Dresden, Prag, Metz, Paris und Wien. Um 1770 lebte er in Potsdam, ab 1777 in Ludwigslust, wo er z. B. für Herzog Friedrich von Mecklenburg den kompletten Skulpturenschmuck des Schlosses schuf.
Zu seinen Werken gehören:
- 1769 Giebelfiguren Ceres und Lustitia am repräsentativen Wohnhaus von Georg Christian Unger  in Potsdam, Breite Straße, ehemaliger Sitz des Potsdam Museums

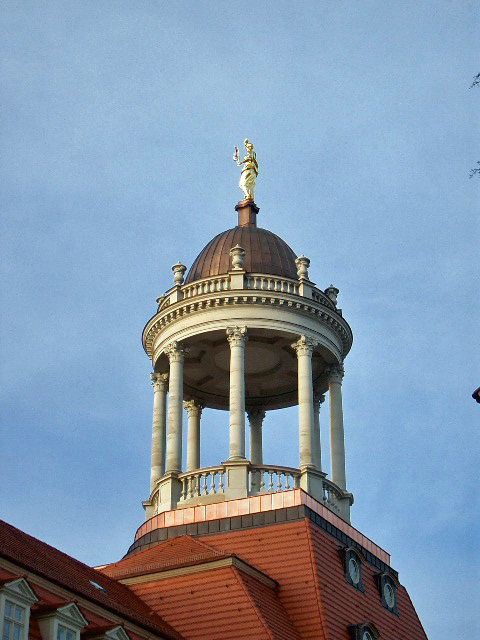
Detail der Caritas am Militärwaisenhaus

- Statue Caritas am Militärwaisenhaus (1771 bis 1778 erbaut) Potsdam
- 1776 40 allegorische Figuren aus Sandstein auf der Attika des neu erbauten Schlosses in Ludwigslust, welche neben Tugenden, Künsten und Wissenschaften auch die Interessengebiete des Herzogs Friedrich von Mecklenburg darstellen:
  - Hydraulik (Frau in knielangem Gewand, die linke Hand auf einer archimedischen Wasserschraube)
  - Hydrostatik (Frau, die aus einer Flasche Wasser auf eine schiefe Ebene gießt)
  - Aerometrie (junger Mann, der versucht, die Magdeburger Halbkugeln auseinanderzuziehen)
  - Mechanik (bärtiger Mann mit Seiltrommel und Zahnrad)
  - Architektur (weibliche Figur mit Zirkel)
  - Algebra (bärtiger Mann mit Tafel, auf dieser eine mathematische Formel)
  - Trigonometrie (weibliche Figur mit Dreieck)
  - Perspektive (weibliche Figur hält ein Blatt mit perspektivischer Zeichnung)
  - Chronologie (bärtiger Mann mit Uhr)
  - Hydrotechnik (junger Mann mit Urne, aus der Wasser fließt)
  - Ackerbau (männliche Figur mit Pflug)
  - Gärtnerei (weibliche Figur mit Sichel und Früchten)
  - Kräuterkunst (bärtiger Mann mit Kräuterwurzeln und Bienenkorb)
  - Chemie (bärtiger Mann mit Kapuze am Ofen mit Destillierkolben)
  - Philosophie (alter bärtiger Mann im Desputiergestus)
  - Rhetorik (bärtiger Mann im Redegestus)
  - Poesie (weibliche Figur mit Buch und Leier)
  - Historie (geflügelte Frau schreibt in ein Buch)
  - Musik (weibliche Figur mit Musikinstrumenten)
  - Bildhauerei (bärtiger Mann mit Büste der Athene)
  - Gnomonik (weibliche Figur mit Buch)
  - Geographie (junger Mann mit Krone und Erdkugel)
  - Astronomie (älterer Mann mit Zylinder, auf dem Tierkreiszeichen sind)
  - Optik (junge Frau mit Tafel und Brennglas)
  - Geometrie (weibliche Figur mit kleiner Pyramide)
  - Mathematik (bärtiger Mann mit Tafel)
  - Dioptrik (weibliche Figur mit Mikroskop)
  - Katoptrik (weibliche Figur mit katoptrischem Zirkel)
  - Festungskunst (junger Mann mit Zirkel und Festungsmodell)
  - Artillerie (weibliche Figur neben Kanone)
  - Gerechtigkeit (weibliche Figur mit Schwert und Waage)
  - Weisheit (weibliche Figur mit Spiegel und Schlange)
  - Freude (sich bekränzende weibliche Figur)
  - Überfluss (weibliche Figur mit Füllhorn)
  - Belohnung (weibliche Figur mit Urkunde)
  - Fleiß (weibliche Figur mit Emblem und Pfeil)
  - Genie (junger Mann, aus dessen Gewand ein Affe hervorschaut)
  - Feldmesskunst (weibliche Figur mit Ellenmaß)
  - Nivellierkunst (weibliche Figur mit Wasserwaage und Tafel)
  - Malerei (weibliche Figur mit Palette, Pinsel und Tafel)
- 1788 Denkmal für Herzog Friedrich von Mecklenburg in Ludwigslust
- sonstige Werke: Skulpturen auf der "großen Kaskade" vor dem Schloss Ludwigslust, dort u. a. zwei Flussgötter, welche zum einen den Startpunkt des künstlich angelegten Ludwigsluster Kanals (28 km lang) den Fluss Stör und die Rögnitz (Mündung des Kanals) symbolisieren sollen.

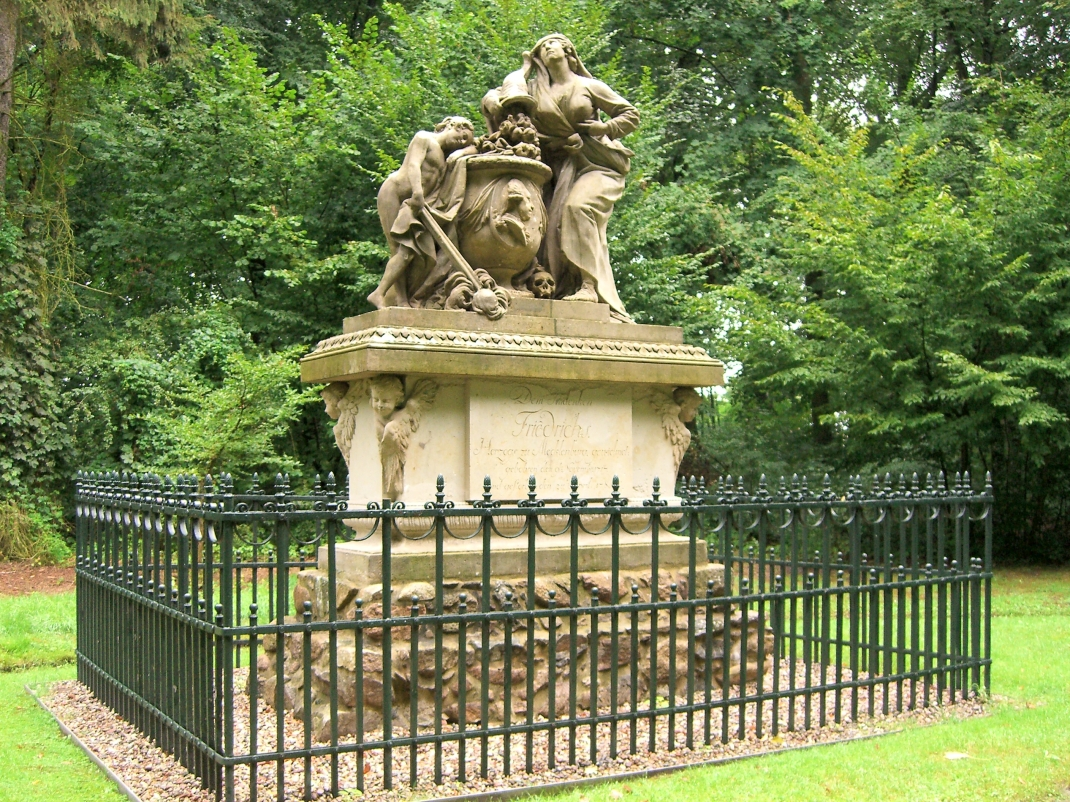
Herzog Friedrich in Ludwigslust

## Familie
Kaplunger war seit 1781 verheiratet mit einer Schwester des Hallenser Hofrats Karsten. Seine in Ludwigslust geborene Tochter Johanna starb am 25. September 1840 in Schwerin im Alter von 56 Jahren.